# Казарил, Патрик
Патрик Казарил (нидерл. Patrick Casaril; 20 октября 1961,) — бельгийский шашист, специализирующийся в международных шашках. Пятикратный чемпион Бельгии. Мастер ФМЖД.
Выступает за клуб CEMA — De Vaste Zet Geleen.
FMJD-Id: 10078.

## Спортивная биография
Вместе с Бернаром Лемменсом в 1985—1988 прервали гегемонию братьев Ферпостов (Гуго и Оскар ), выигравшие с 1951 по 1984 годы, за исключением 1962 года, все национальные титулы. Патрик стал чемпионом в 1985, 1986 гг., Бернар — в 1987-м.
Чемпионаты мира и Европы
- 1986

— Чемпионат мира по международным шашкам среди мужчин 1986 — 19 место из 20
- 2009

— Чемпионат мира 2009 (блиц) — 46 место из 55
- 2012

— 2012 (блиц) (в рамках Всемирных Интеллектуальных Игр) — 33 место из 51
— Чемпионат мира 2012 (быстрые шашки) — 19 место из 64
- 2015

— Чемпионат Европы 2015 (рапид) — 14 место из 30
на национальном уровне
— Чемпион Бельгии 1985, 1986, 1995, 2009 и 2013
— Чемпион Бельгии (блиц) 1995
— В 1990, 1991, 1994, 1997, 2003, 2007 годах — вице-чемпион Бельгии.
— В 2015 — третий призёр Бельгии.